# 리오니강

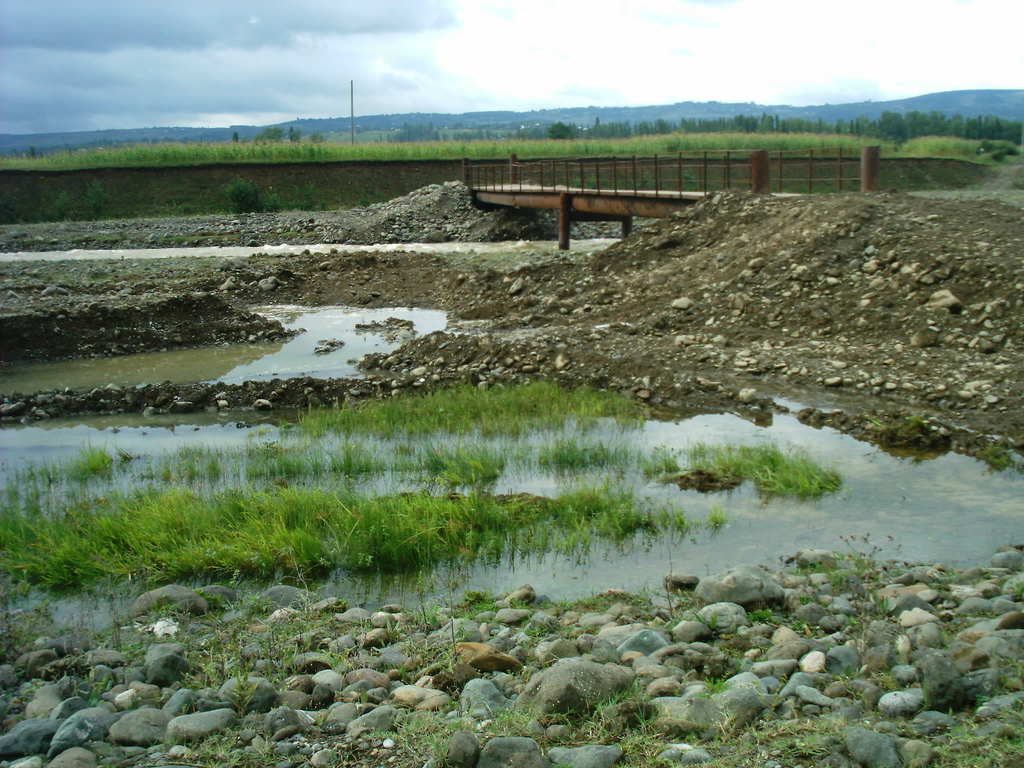
사츠케레를 흐르는 리오니강

리오니 또는 리오니강(조지아어: რიონი, Rioni)은 조지아 서부의 본류 강이다. 그 강의 주류는 캅카스산맥에서 시작해서 라차로부터 서쪽으로 흑해까지 이른다. 그 강은 남쪽으로 포티(고대 파시스 근처)의 도시가 있는 흑해로 흐른다. 쿠타이시의 도시는 고대 시대에 콜키스의 도시로 그 곳에는 제방이 있다.
고대 그리스인들에게는 파시스강(그리스어: Φᾶσις)으로 알려졌으며, 헤시오드가 저술한 그의 신통기(l. 340)에서 맨 처음 언급되었고, 그 후에 아폴로니우스 로디우스(아그로나우티카 2.12.61), 베르길(농경가 4.367), 아엘리우스 아리스티데스(아드 로만 82)와 같은 작가들이 바다의 동쪽 끝에 있는 가항성이 제한된 강으로 묘사했다. 파이돈에서는 소크라테스가 헤라클레스의 기둥과 파시스강 사이로 알고 있는 세계의 지역이라는 데서 언급 된다. 페즌트라는 이름은 파시스의 강 또는 마을에서 유래했고, 아무래도 서방으로 퍼진 것 같다.